# Moshe Gil
Moshe Gil, né le 8 février 1921 Białystok et mort le 23 janvier 2014 à Tel Aviv, est un historien israélien.
Moshe Gil s'est spécialisé dans les interactions entre l'islam et les juifs, notamment l'histoire de la Palestine sous la domination islamique, l'institution de l'exilarcat et les marchands juifs connus sous le nom de Radhanites.

## Biographie
En 2011, il publie une étude de l'ensemble des sources primaires arabes évoquant ou non une conversion des Khazars au judaïsme. Moshe Gil considère que toutes les traditions ultérieures sur le sujet découlent de ces sources, et entend par conséquent démontrer qu'il n'est pas possible de fonder sur elles la conversion des Khazars au judaïsme : « Cela n'est jamais arrivé », conclut-il.
Gil est professeur émérite de la Chaim Rosenberg School of Jewish Studies à l'université de Tel-Aviv. Il est titulaire de la Chaire Joseph et Ceil Mazer en Histoire des juifs dans les pays musulmans. Il a gagné le prix Israël en 1998 pour ses travaux analysant 846 fragments de documents de la Genizah du Caire et pour son travail sur le rôle des marchands juifs dans le développement de la société médiévale.